# Bảo tàng Đại học Jagiellonian
Bảo tàng Đại học Jagiellonian (tiếng Ba Lan: Muzeum Uniwersytetu Jagiellońskiego) là một bảo tàng tọa lạc tại số 15 Phố Jagiellonska, Kraków, Ba Lan.

## Lịch sử hình thành
Bảo tàng Đại học Jagiellonian được thành lập vào năm 1964 theo khởi xướng của Giáo sư Charles Estreicher. Collegium Maius được chỉ định là trụ sở của Bảo tàng. Các bộ sưu tập đầu tiên của Bảo tàng được hình thành từ bộ sưu tập của trường đại học này (bao gồm các tác phẩm nghệ thuật và kỷ vật) và quà tặng (một bộ sưu tập các dụng cụ khoa học).

## Triển lãm
Bảo tàng Đại học Jagiellonian hiện có một cuộc triển lãm thường trực về lịch sử của Đại học Jagiellonian. Các bộ sưu tập của Bảo tàng được chia thành bảy chủ đề:
- Bộ sưu tập dụng cụ khoa học (khoảng 2.000 hiện vật, chủ yếu bao gồm các thiết bị thí nghiệm cũ)
- Bộ sưu tập tranh Tây Âu - giới thiệu hội họa từ thế kỷ 16 đến thế kỷ 19
- Bộ sưu tập phim và ảnh (khoảng 35.000 phim âm bản và hơn 1.000 bức ảnh) - giới thiệu các di tích của Kraków từ trước Chiến tranh thế giới thứ hai và ảnh chân dung của các giáo sư từ các trường đại học ở Kraków và các nhân vật nổi tiếng khác
- Bộ sưu tập điêu khắc
- Bộ sưu tập đồ họa (khoảng 5000 bức)
- Bộ sưu tập đồ thủ công mỹ nghệ (khoảng 7.000 hiện vật)
- Bộ sưu tập các khối khắc gỗ (khoảng 3.000 hiện vật)